# Satöbbi (együttes)
A Satöbbi egy alternatív rockegyüttes, ami 1982. április 1-jén alakult Óbudán, Magyarországon. A két alapító tag, akik még ma is tagok: Seres Péter (gitár, ének, vers) és Pethő Th. Zsolt (ének).

## Pályafutása

### A kezdetektől a lemezfelvételig
A Satöbbi nevű formáció először 1983-ban a Ki Mit Tud? tehetségkutató versenyen tűnt fel, azóta különböző felállásban szinte töretlenül koncerteznek elsősorban budapesti művelődési házakban és zenés klubokban.
1985-ben a Depeche Mode első budapesti fellépésén a Satöbbi előzenekarként lépett fel.
A zenekar 1986-ban a rádióban felvett egy nagylemeznyi hanganyagot, de önálló lemez ekkor még nem jelent meg. Ez végül 1995-ben történt meg, ekkor stúdióba vonultak, és Live címmel saját kiadásban először kazettát jelentettek meg, amit 1997-ben a Világ legszebb dalai című ma már klasszikusnak mondható album követett.

### Láng Művelődési Ház
A Láng Művelődési Házban rendszeresen adtak közös koncertet az azóta feloszlott Wei Wu Wei zenekarral és az új reggae irányzatot képviselő Ladánybene 27-tel. Ezt a Club Cadillac követte.

### Banán Klub
A kilencvenes évek második felében egy ideig a Csörsz utcai WigWam klub, majd a csillaghegyi Banán Klub volt a Satöbbi koncertek állandó otthona, de végül a klub megszűnésével ez a korszak is lezárult.

### Gödör Klub
Egy átmeneti időszak után a Gödör Klubban tartották rendszeres fellépéseiket, ahol többek között a Malacka és a TAhÓ, valamint az Ef Zámbó Happy Dead Band zenekarok után vagy előtt koncerteztek.

## Stílus és tartalom
A reggae, tangó, csacsacsa, boogie, beat és punk zenei alapokra épülő számokat az abszurd humor műfajából táplálkozó néhol szürrális, ironikus, vagy éppen lírai dalszövegek teszik különlegessé. A zenei betétek mellett a fellépések elmaradhatatlan részei a zenekari tagok és a közönség közötti kölcsönös élcelődés, a közösen szavalt versek és mondókák.

## Tagok

### Jelenlegi tagok
- Giret Fruzsina – ének, vers
- Seres Péter – gitár, ének, versszerző
- Pethő Th. Zsolt – ének
- Szabó Márton – basszusgitár
- Németh Márton – billentyűk
- Max – dob

### Egykori tagok
- Balassa Márió – dob
- Erkel László – billentyűk, ének
- Gyenes Béla – szaxofon
- Giret Gábor - basszusgitár (főképp, de gitározott és dobolt is akár koncerten)
- May Gábor - basszusgitár
- Vörös Gábor – basszusgitár
- Pethő Attila - billentyűk
- Koszta János – dob
- Zentai László - dob
- Deák Gábor – szaxofon
- Lendvay Péter – basszusgitár

## Diszkográfia

### Nagylemez
- A világ legszebb dalai (1996)
- Vissza a pénzt! (2017)
- Nem ezen van az a dal (2022)